# Langhorst von Hainburg und Seligenstadt
Das Naturschutzgebiet Langhorst von Hainburg und Seligenstadt (NSG-Kennung 1438025) liegt im hessischen Landkreis Offenbach. Es umfasst einen rund 82,27 Hektar großen Waldbestand, welcher sich in den Gemarkungen von Hainburg und Seligenstadt befindet.

## Gebietsbeschreibung
Das Naturschutzgebiet liegt zwischen dem Hainburger Ortsteil Hainstadt und dem Seligenstädter Stadtteil Froschhausen. Es besteht aus typischen und besonders reizvollen Landschaftselementen der holozänen Mainaue mit naturnahen, arten- und strukturreichen Laubwäldern sowie ausgedehnten Grünlandzügen mit wertvollen Feuchtwiesen. Sie werden von Werniggraben und Weihersbach durchflossen. Diese Bäche sind landschaftshistorisch gesehen Relikte nacheiszeitlicher Mainarme. Die Wiesen- und Grünlandnutzung ist weitgehend extensiviert worden.

## Schutzzweck
Zweck der Unterschutzstellung ist es, typische und besonders reizvolle Landschaftselemente der holozänen Mainaue mit naturnahen, arten- und strukturreichen Laubwäldern und ausgedehnten Grünlandzügen mit wertvollen Feuchtwiesen zu erhalten und zu entwickeln.